# Marcia (vestal)
Marcia, död 113 f.Kr., var en romersk vestal.
Marcia var en medlem av den romerska familjen Marcius och möjligen dotter till praetor Quintus Marcius Rex.  Hon var en av de åtalade i den berömda rättegången år 115 f.Kr., när tre vestaler, Marcia, Aemilia och Licinia, åtalades för att ha brutit mot sina kyskhetslöften. Eftersom de var vestaler uppfattades detta som ett mycket allvarligt religiöst brott: ett helgerån. 
Aemilia specifikt anklagades för att ha ingått ett flertal sexuella förbindelser, bland annat med den romerska riddaren Lucius Veturius, som var den som först hade förfört henne.  Hon ska sedan ha uppmuntrat och medverkat till att hennes kolleger Marcia och Licinia även de bröt sina löften och inledde sexuella förbindelser med män, vänner till hennes älskare.  Marcia ska endast ha haft en enda älskare, medan Aemilia och Licinia hade ett flertal vardera.  De åtalades efter anmälan av sin slav Manius, som hade hjälpt dem men inte fått den frigivning han hade utlovats i utbyte: Manius påstod också att deras förbindelser var både kända och tolererade av Roms aristokrati.  
Efter en sensationell rättegång dömdes Aemilia som skyldig av Pontifex Maximus Lucius Caecilius Metellus Dalmaticus och dömdes till döden.  Marcia och Licinia blev båda frikända i denna första rättegång, något som dock upprörde allmänheten efter Manius vittnesmål om att aristokratin hade känt till men ignorerat brotten.  Rättegången mot Marcia och Licinia öppnades därför på nytt året därpå av folktribunen Sextus Peducaeus, efter att folktribunen hade tagit det ovanliga steget att ha flyttat fallet från pontiffen till Lucius Cassius Longinus Ravilla, som var känd för sin stränghet. Licinia försvarades av oratorn L. Crassus.
Ravilla rev upp den förra domen och dömde både Marcia och Licinia som skyldiga till att ha brutit sina kyskhetslöften.  Eftersom de var vestaler dömdes de därmed till att avrättas genom levande begravning. Ravilla dömde dessutom deras älskare och ett antal andra personer som medskyldiga.  Denna process har av senare forskare bedömts som politisk.  Bland de som drogs in i målet fanns oratorn M. Antonius, som dock frikändes. Fyra män avrättades också genom levande begravning på forum boarium. Ett antal åtgärder utfördes sedan för att rena Vestas eld från helgerånet.